# Stosunek społeczny
Stosunek społeczny – normatywnie określona relacja i oczekiwany schemat interakcji pomiędzy co najmniej dwiema osobami, wynikająca z posiadanych przez nich ról i pozycji społecznych, podlegająca kontroli społecznej. 
Układ ten składa się również z łącznika pomiędzy tymi osobami, który jest przedmiotem materialnym lub symbolicznym, oraz sytuacji, w której rozgrywają się powinności i obowiązki partnerów. W stosunku tym zachowania jednej strony wywołują reakcję drugiej strony. Przykładami stosunku społecznego mogą być np. rodzicielstwo, małżeństwo.

## Klasyfikacja stosunków społecznych
Stosunki społeczne można scharakteryzować według ośmiu kryteriów:
- stosunki przypisane lub osiągane
- stosunki instrumentalne lub autoteliczne
- stosunki formalne lub nieformalne
- stosunki rozproszone lub zogniskowane
- stosunki ciągłe lub terminowe
- stosunki egalitarne lub nieegalitarne
- stosunki homogamiczne lub heterogamiczne
- stosunki intymne lub oficjalne (inaczej: gorące lub zimne).

Egalitarność stosunku społecznego-- równość lub podobieństwo miejsca partnerów w hierarchii bogactwa, władzy, prestiżu, wykształcenia i podobne.